# 일본SF대회
일본SF대회(일본어: 日本SF大会 니혼에스에후타이카이[*])는 미국에서 개최되는 세계SF대회를 본따서 1962년부터 매년 개최되고 있는 일본 SF팬들이 모이는 축제다. 작가, 번역가, 삽화가, 만화가, 편집자 등 SF 출판물 관련 전문가는 물론이고 다양한 분야의 과학자나 전문가를 초빙하는 강연, 패널토론, 다과회 등 다양한 기획이 행해진다.
1962년 5월 도쿄도 메구로구에서 제1회 대회(메구콘)이 열린 이후, 몇 차례 존속 위기를 맞으면서도 매년 일본 어딘가에서 열리고 있다. 개최를 희망하는 단체들이 입후보하면, “일본 SF팬그룹 연합회의”에서 어느 단체에 개최권을 줄 것인지 결정, 그 단체가 “실행위원회”가 되어 그 해 대회 운영을 수행한다.  매 대회의 정식 명칭은 “제n회 일본SF대회”이며, “컨벤션”의 “con”과 개최지 명칭을 결합한 “XX콘”이라는 애칭으로 불린다.
1970년부터 당해 대회 참여자들의 투표에 의해 전년에 발표된 SF 작품 가운데 우수상을 선택해 성운상을 수여한다. 일본 SF작가 뿐 아니라 해외 SF가 일본어로 번역된 경우도 수상 후보에 포함되며, 소설 외에도 영화, 애니메이션 등 영상 작품도 포함한다.
일본SF대회는 연차 전국대회로서 매년 1000-1500명의 참여자가 모이며, 그 밖에 참여자 100-200 수준의 소규모 지역대회(로컬콘)가 열린다.

## 일본SF대회 석상에서 수여되는 상
- 성운상
- 암흑성운상
- SF 팬진(fanzine) 대상[3]
  - 1년간 발행된 팬진 및 그 게재 작품을 대상으로 하는 상(1982년-2003년).
- 시바노 타쿠미상
  - 일본 SF 팬덤에 지대하게 공헌한 인물에게 주어지는 상. 시바노 타쿠미가 개인적으로 선정했으며 시바노가 선고위원 중 한 명이었던 SF 팬진 대상의 한 부문으로서 시상되었다.[4]
  - 2015년부터 시바노 타쿠미 기념 일본SF 팬덤상을 마련해 팬활동의 현창을 실시하게 되었다.[5]
- 센스 오브 젠더상
- 베스트 지구・해양 SF상 (2011년 종료)

## 역대 개최의 역사
1960년대
- 1962년 제1회
  - 개최지: 도쿄도 메구로구
  - 애칭：메구콘(MEG-CON)
  - 개최일: 1962년 5월 27일
  - 개최장소: 메구로 공회당 시미즈기념관
  - 참가자: 약 180명
- 1963년　제2회
  - 개최지: 도쿄도
  - 애칭: 토콘(TOKON)
  - 개최일: 1963년 10월 26일〜27일
  - 개최장소: 마이니치홀
  - 참가자: 약 300명
- 1964년　제3회
  - 개최지: 오사카(大板)시
  - 애칭: 다이콘(DAICON)
  - 개최일: 1964년 7월 25일〜26일
  - 개최장소: 오사카부립후생회관
  - 참가자: 약 150명
- 1965년　제4회
  - 개최지: 도쿄도
  - 애칭: 토콘 2(TOKON 2)
  - 개최일: 1965년 8월 28일〜29일
  - 개최장소: 일본학생회관・과학기술관
  - 참가자: 약 400명
- 1966년　제5회
  - 개최지: 나고야(名古屋)시
  - 애칭: 메이콘(MEICON)
  - 개최일: 1966년 8월 20일〜21일
  - 개최장소: 나고야 관광회관・아오이 기념회관
  - 참가자: 약 180명
- 1967년　제6회
  - 개최지: 도쿄도
  - 애칭: 토콘 3(TOKON 3)
  - 개최일: 1967년 8월 19일〜20일
  - 개최장소: 일본학생회관・도쿄양복회관
  - 참가자: 약 180명
- 1968년　제7회
  - 개최지: 도쿄도
  - 애칭: 토콘 4(TOKON 4)
  - 개최일: 1968년 8월 31일〜9월 1일
  - 개최장소: 도쿄양복회관・이와나미홀
  - 참가자: 약 250명
- 1969년　제8회
  - 개최지: 구마모토현
  - 애칭: 큐콘(KYUKON)
  - 개최일: 1969년 8월 23일〜24일
  - 개최장소: 츠에타테온천 타시로야여관
  - 참가자: 약 93명

1970년대
- 1970년　제9회
  - 개최지: 도쿄도
  - 애칭: 토콘 5(TOKON 5)
  - 개최일: 1970년 8월 22일〜23일
  - 개최장소: 도쿄양복회관・이와나미홀
  - 참가자: 약 250명
- 1971년　제10회
  - 개최지: 오사카시
  - 애칭: 다이콘 2(DAICON 2)
  - 개최일: 1971년 8월 21일〜22일
  - 개최장소: 오사카부립청소년회관・교육회관
  - 참가자: 약 250명
- 1972년　제11회
  - 개최지: 나고야시
  - 애칭: 메이콘 2(MEICON 2)
  - 개최일: 1972년 8월 19일〜20일
  - 개최장소: 동별원 청소년회관
  - 참가자: 약 350명
- 1973년　제12회
  - 개최지: 홋카이도
  - 애칭: 에조콘(EZOCON)
  - 개최일: 1973년 8월 2일〜4일
  - 개최장소: 시코쓰호반 오코탄(オコタン)
  - 참가자: 약 80명
- 1974년　제13회
  - 개최지: 교토부
  - 애칭: 미야콘(MIYACON)
  - 개최일: 1974년 8월 3일〜4일
  - 개최장소: 교토교육문화센터
  - 참가자: 약 320명
- 1975년　제14회
  - 개최지: 고베(神戸)시
  - 애칭: 신콘(SHINCON)
  - 개최일: 1975년 8월 22일〜24일
  - 개최장소: 고베문화홀
  - 참가자: 약 1000명
- 1976년　제15회
  - 개최지: 도쿄도
  - 애칭: 토콘 6(TOKON 6)
  - 개최일: 1976년 8월 14일〜15일
  - 개최장소: 일본경제신문빌딩 홀
  - 참가자: 약 700명
- 1977년　제16회
  - 개최지: 요코하마(横浜)시
  - 애칭: 힌콘(HINCON)
  - 개최일: 1977년 8월 27일〜28일
  - 개최장소: 요코하마산업무역센터
  - 참가자: 약 300명
- 1978년　제17회
  - 개최지: 가나가와현
  - 애칭: 아시노콘(ASHINOCON)
  - 개최일: 1978년 8월 18일〜19일
  - 개최장소: 아시노호 호텔
  - 참가자: 약 400명
- 1979년　제18회
  - 개최지: 나고야시
  - 애칭: 메이콘 3(MEICON 3)
  - 개최일: 1979년 8월 25일〜26일
  - 개최장소: 항만회관
  - 참가자: 약 700명

1980년대
- 1980년　제19회
  - 개최지: 도쿄도
  - 애칭: 토콘 7(TOKON 7)
  - 개최일: 1980년 8월 9일〜10일
  - 개최장소: 아사쿠사 공회당
  - 참가자: 약 1300명
- 1981년　제20회
  - 개최지: 오사카시
  - 애칭: 다이콘 3(DAICON 3)
  - 개최일: 1981년 8월 22일〜23일
  - 개최장소: 모리노미야 필로티홀
  - 참가자: 약 1200명
- 1982년　제21회
  - 개최지: 도쿄도
  - 애칭: 토콘 8(TOKON 8)
  - 개최일: 1982년 8월 14일〜15일
  - 개최장소: 일본도시센터홀
  - 참가자: 약 1500명
- 1983년　제22회
  - 개최지: 오사카시
  - 애칭: 다이콘 4(DAICON 4)
  - 개최일: 1983년 8월 20일〜21일
  - 개최장소: 오사카후생연금회관
  - 참가자: 약 4000명
- 1984년　제23회
  - 개최지: 홋카이도
  - 애칭: 에조콘 2(EZOCON 2)
  - 개최일: 1984년 8월 27일〜29일
  - 개최장소: 조잔케이호텔
  - 참가자: 약 1000명
- 1985년　제24회
  - 개최지: 니가타현
  - 애칭: 가타콘 스페셜 여름축제(GATACON special 夏祭り)
  - 개최일: 1985년 8월 3일〜4일
  - 개최장소: 야히코온천 종합문화센터 및 주변 여관・호텔
  - 참가자: 약 1300명
- 1986년　제25회
  - 개최지: 오사카부
  - 애칭: 다이콘 5(DAICON 5)
  - 개최일: 1986년 8월 23일〜24일
  - 개최장소: 스이타시 문화회관 메이시어터
  - 참가자: 약 2500명
- 1987년　제26회
  - 개최지: 이시카와현
  - 애칭: 우라콘 87(URACON '87)
  - 개최일: 1987년 8월 8일〜9일
  - 개최장소: 야마나카정 사회교육회관・부인아동회관・주변 여관
  - 참가자: 약 1200명
- 1988년　제27회
  - 개최지: 군마현
  - 애칭: 미그콘(MiG-CON)
  - 개최일: 1988년 8월 27일〜28일
  - 개최장소: 미나카미온천 호텔 마츠노이
  - 참가자: 약 1200명
- 1989년　제28회
  - 개최지: 아이치현
  - 애칭: 다이나콘 엑스트라(DAINA CON EX)
  - 개최일: 1989년 8월 19일〜20일
  - 개최장소: 미야온천 소후엔(松風園)・메이잔소(明山荘)・후키누키(ふきぬき)
  - 참가자: 약 1600명

1990년대
- 1990년　제29회
  - 개최지: 도쿄도
  - 애칭: 토콘 9(TOKON 9)
  - 개최일: 1990년 8월 18일〜19일
  - 개최장소: 아사쿠사 공회당・아사쿠사 뷰 호텔
  - 참가자: 약 1000명
- 1991년　제30회
  - 개최지: 가나자와시
  - 애칭: 아이콘(i-CON)
  - 개최일: 1991년 7월 26일〜28일
  - 개최장소: 루네스 가나자와(ルネス金沢)・가나자와시 문화센터
  - 참가자: 약 1500명
- 1992년　제31회
  - 개최지: 요코하마시
  - 애칭: 하마콘(HAMACON)
  - 개최일: 1992년 8월 21일〜23일
  - 개최장소: 퍼시피코 요코하마
  - 참가자: 약 1600명
- 1993년　제32회
  - 개최지: 오사카시
  - 애칭: 다이콘 6
  - 개최일: 1993년 8월 21일〜22일
  - 개최장소: 오사카 국제교류센터・요시노 여관
  - 참가자: 약 1600명
- 1994년　제33회
  - 개최지: 오키나와현
  - 애칭: 류콘(RYUCON)
  - 개최일: 1994년 7월 1일〜3일
  - 개최장소: 코코가든 리조트 오키나와・오키나와 후생연금휴가센터
  - 참가자: 약 300명
- 1995년　제34회
  - 개최지: 하마마쓰시
  - 애칭: 하마나콘(はまなこん)
  - 개최일: 1995년 8월 19일〜20일
  - 개최장소: 액트시티 하마마쓰
  - 참가자: 약 1500명
- 1996년　제35회
  - 개최지: 기타큐슈시
  - 애칭: 코쿠라노미콘(コクラノミコン)
  - 개최일: 1996년 8월 23일〜25일
  - 개최장소: 리가로얄호텔 코쿠라
  - 참가자: 약 1200명
- 1997년　제36회
  - 개최지: 히로시마시
  - 애칭: 아키콘(あきこん)
  - 개최일: 1997년 8월 23일〜24일
  - 개최장소: 히로시마 프린스호텔
  - 참가자: 약 1400명
- 1998년　제37회
  - 개최지: 나고야시
  - 애칭: 카프리콘 1(CAPRICON 1)
  - 개최일: 1998년 8월 29일〜30일
  - 개최장소: 나고야 국제회의장
  - 참가자: 약 1100명
- 1999년　제38회
  - 개최지: 나가노현
  - 애칭: 야네콘(やねこん)
  - 개최일: 1999년 7월 3일〜4일
  - 개최장소: 호텔 그린플라자 하쿠바
  - 참가자: 약 1300명

2000년대
- 2000년　제39회
  - 개최지: 요코하마시
  - 애칭: 제로콘(Zero-CON)
  - 개최일: 2000년 7월 3일〜4일
  - 개최장소: 퍼시피코 요코하마
  - 참가자: 약 1600명
- 2001년　제40회
  - 개최지: 치바현
  - 애칭: 미래국제회의(未来国際会議)
  - 개최일: 2001년 8월 18일〜19일
  - 개최장소: 마쿠하리 멧세
  - 참가자: 약 1800명
- 2002년　제41회
  - 개최지: 시마네현
  - 애칭: 유〜콘(ゆ〜こん)
  - 개최일: 2002년 7월 13일〜14일
  - 개최장소: 타마츠쿠리온천 호텔 교쿠센(ホテル玉泉)・마츠노유(松の湯)・유-유(ゆーゆ)
  - 참가자: 약 920명
- 2003년　제42회
  - 개최지: 도치기현
  - 애칭: T-3
  - 개최일: 2003년 7월 19일〜21일
  - 개최장소: 시오바라온천 호텔뉴시오바라
  - 참가자: 약 930명
- 2004년　제43회
  - 개최지: 기후시
  - 애칭: 지콘(G-CON)
  - 개최일: 2004년 8월 21일〜22일
  - 개최장소: 나가라가와 국제회의장
  - 참가자: 약 1200명
- 2005년　제44회
  - 개최지: 요코하마시
  - 애칭: 하마콘 2(HAMACON 2)
  - 개최일: 2005년 7월 16일〜17일
  - 개최장소: 퍼시피코 요코하마
  - 참가자: 약 1800명
- 2006년　제45회
  - 개최지: 미야기현
  - 애칭: 미치노쿠 SF 축제 즌콘(みちのくSF祭ずんこん)
  - 개최일: 2006년 7월 8일〜9일
  - 개최장소: 마쓰시마정 호텔 소칸(ホテル壮観)
  - 참가자: 약 800명
- 2007년　제46회 일본SF대회 겸 제65회 세계SF대회
  - 개최지: 요코하마시
  - 애칭: 닛폰 2007(Nippon 2007)
  - 개최일: 2007년 8월 30일〜9월 3일
  - 개최장소: 퍼시피코 요코하마
  - 참가자: 약 3400명
- 2008년　제47회
  - 개최지: 기시와다시
  - 애칭: DAICON 7
  - 개최일: 2008년 8월 23일〜24일
  - 개최장소: 기시와다시립 나미키리홀
  - 참가자: 약 1200명
- 2009년　제48회
  - 개최지: 도치기현
  - 애칭: 티콘2009(T-con2009)
  - 개최일: 2009년 7월 4일〜5일
  - 개최장소: 시오바라온천 호텔뉴시오바라

2010년대
- 2010년　제49회
  - 개최지: 도쿄도
  - 애칭: 2010 토콘 10 (2010TOKON10)
  - 개최일: 2010년 8월 7일〜8일
  - 개최장소: 에도가와구 타워홀 후나보리
  - 참가자: 정원 1100명,　당일 추가 참가 100명[6]
- 2011년　제50회
  - 개최지: 시즈오카시
  - 애칭: 돈부라콘L(ドンブラコンL)
  - 개최일: 2011년 9월 3일〜4일
  - 개최장소: 시즈오카현 컨벤션아츠센터
  - 참가자: 사전등록 참가자 1122명, 당일참가자 45명[7]
- 2012년　제51회
  - 개최지: 유바리시
  - 애칭: 바리콘 2012(Varicon2012)
  - 개최일: 2012년 7월 7일〜8일
  - 개최장소: 가슈쿠노야도 히마와리(合宿の宿 ひまわり)
- 2013년　제52회
  - 개최지: 히로시마현
  - 애칭: 코이콘(こいこん)
  - 개최일: 2013년 7월 20일〜21일
  - 개최장소: JMS 애스터플라자
- 2014년　제53회
  - 개최지: 츠쿠바시
  - 애칭: 나츠콘(なつこん)
  - 개최일: 2014년 7월 19일〜20일
  - 개최장소: 츠쿠바 국제회의장
- 2015년　제54회
  - 개최지: 요나고(米子)시
  - 애칭: 코메콘(米魂)
  - 개최일: 2015년 8월 29일〜30일
  - 개최장소: 요나고 컨벤션센터
  - 참가자: 881명[8]
- 2016년　제55회
  - 개최지: 미에현
  - 애칭: 이세시마콘(いせしまこん)
  - 개최일: 2016년 7월 9일〜10일
  - 개최장소: 온천여관 이세시마・토바 토다야(鳥羽 戸田家)
- 2017년　제56회
  - 개최지: 시즈오카현
  - 애칭: 돈부라콘LL(ドンブラコンLL)
  - 개최일: 2017년 8월 27일〜28일
  - 개최장소: 시즈오카현 컨벤션아츠센터
- 2018년　제57회
  - 개최지: 군마현
  - 애칭: 쥬라콘(ジュラコン)
  - 개최일: 2018년 7월 21일〜22일
  - 개최장소: 미나카미온천 호텔 주라쿠
- 2019년　제58회
  - 개최지: 사이타마현
  - 애칭: 사이콘(Sci-con/彩こん)
  - 개최일: 2019년 7월 27일〜28일
  - 개최장소: 오미야 소닉시티
  - 참가자: 1000명 가까이[9]

2020년대
- 2021년　제60회
  - 개최지: 가가와현
  - 애칭: SF60
  - 개최일: 2021년 8월 21일〜22일
  - 개최장소: 다카마쓰시 선포트 다카마쓰
- 2022년　제59회
원래 2020년 8월 22일～23일로 예정되었으나 신종코로나바이러스 감염 확대 방지를 위해 2021년 3월 13～14일로 연기. 하지만 감염병 확산이 진정되지 않아 2022년으로 재연기되어 2021년 개최된 제60회 대회보다 늦어졌다.
  - 개최지: 후쿠시마현
  - 애칭: 에프콘(F-CON)
  - 개최일: 2022년 8월 27일～28일
  - 개최장소: 고리야마시 호텔 하나노유(ホテル華の湯)
- 2023년　제61회
  - 개최지: 사이타마현
  - 애칭: 사이콘 2023 (Sci-con2023)
  - 개최일: 2023년 8월 5일～6일
  - 개최장소: 사이타마시 우라와 커뮤니티센터
- 2024년　제62회
  - 개최지: 나가노현
  - 애칭: 야네콘R(やねこんR)
  - 개최일: 2024년 7월 6일～7일
  - 개최장소: 기타사쿠군 다테시나정 시라카바리조트(白樺リゾート) 이케노타이라호텔(池ノ平ホテル)